# Supercoupe de la CAF 2015
Navigation
Édition précédente Édition suivante
La Supercoupe de la CAF 2015 (officiellement Supercoupe de la CAF Orange 2015, nom lié au sponsoring) est la 23e édition de la Supercoupe de la CAF. 
Le match fait opposé l'ES Sétif, vainqueur de la Ligue des champions de la CAF 2014 à Al Ahly SC, vainqueur de la Coupe de la confédération 2014.
La rencontre se déroule le 21 février 2015 au Stade Mustapha-Tchaker, à Blida en Algérie.
L'ES Sétif devient le premier club algérien à remporter la Supercoupe de la CAF depuis la création de la compétition en 1993 après avoir battu le Al Ahly SC sur le score de 6 à 5 lors de la séance de tirs au but (1-1 après prolongation).

## Participants

### Vainqueur de la Ligue des champions
Le vainqueur de la Ligue des champions 2014 est l'ES Sétif. Il s'agit de son deuxième titre dans cette compétition.

### Vainqueur de la Coupe de la confédération
Le vainqueur de la Coupe de la confédération est le club d'Al Ahly SC. Il a remporté six Supercoupe de la CAF (2001, 2005, 2006, 2008, 2013, 2014).

## Match
| Finale 2015                   | ES Sétif                                                      | 1-1             | Al Ahly SC                                     | Stade Mustapha-Tchaker, Blida |                     |
| 21 février 2015 16h00 (UTC+1) | Ziaya 70e                                                     | (0-0)           | 90+5e Moteab                                   | Arbitrage : N. Doué           | Arbitrage : N. Doué |
| 21 février 2015 16h00 (UTC+1) | Rapport                                                       |                 |                                                | Arbitrage : N. Doué           | Arbitrage : N. Doué |
| 21 février 2015 16h00 (UTC+1) | Delhoum · Mellouli · Benyettou · Dagoulou · Belameiri · Lamri | Tirs au but 6-5 | Zakaria · Saïd · Moteab · Samir · Hassan · Ali | Arbitrage : N. Doué           | Arbitrage : N. Doué |

| ES Sétif | Al-Ahly SC |

| G                  | 1  | Sofiane Khedaïria       |     |     |
| D                  | 4  | Said Arroussi           |     |     |
| D                  | 17 | Benjamin Zé Ondo        |     |     |
| D                  | 24 | Amine Megateli          |     |     |
| D                  | 3  | Farid Mellouli (c)      |     |     |
| M                  | 29 | Toufik Zerara           |     |     |
| M                  | 10 | Akram Djahnit           |     |     |
| M                  | 7  | Mourad Delhoum          |     | 67e |
| M                  | 25 | El Hedi Belameiri       |     |     |
| A                  | 8  | Ahmed Gasmi             |     | 53e |
| A                  | 9  | Abdelmalek Ziaya        | 41e | 90e |
| Remplaçants :      |    |                         |     |     |
| G                  | 30 | Abderaouf Belhani       |     |     |
| D                  | 26 | Mohamed Sofiane Bouchar |     |     |
| D                  | 19 | Eudes Dagoulou          |     | 67e |
| M                  | 16 | Billel Raït             |     |     |
| M                  | 5  | Sofiane Younès          |     |     |
| A                  | 13 | Sid Ali Lamri           |     | 90e |
| A                  | 11 | Mohamed Benyettou       |     | 53e |
| Entraîneur :       |    |                         |     |     |
| Kheireddine Madoui |    |                         |     |     |

| G                   | 1  | Sherif Ekramy            |     |     |
| D                   | 7  | Hussein Sayed            |     |     |
| M                   | 27 | Trezeguet                | 49e |     |
| M                   | 25 | Hossam Ashour            | 19e |     |
| D                   | 20 | Saad Samir               |     |     |
| D                   | 23 | Mohamed Nagieb           |     |     |
| D                   | 24 | Basem Ali                |     |     |
| D                   | 14 | Hossam Ghaly (c)         |     | 59e |
| M                   | 19 | Abdallah Saïd            |     |     |
| A                   | 21 | Ahmed Abd El-Zaher       |     |     |
| M                   | 11 | Walid Soliman            |     | 83e |
| Remplaçants :       |    |                          |     |     |
| G                   | 13 | Ahmed Adel Abd El-Moneam |     |     |
| M                   | 5  | Moamen Zakaria           |     | 59e |
| M                   | 28 | Ramadan Sobhi            |     |     |
| A                   | 10 | Emad Moteab              |     | 83e |
| A                   | 16 | Peter Ebimobowei         |     |     |
| M                   | 26 | Mohamed Ahmed Youssef    |     |     |
| Entraîneur :        |    |                          |     |     |
| Juan Carlos Garrido |    |                          |     |     |

## Vainqueur
| Supercoupe de la CAF Vainqueur 2015 |
| ----------------------------------- |
| ES Sétif Premier titre              |